# Cortiella hookeri
Cortiella hookeri là một loài thực vật có hoa trong họ Hoa tán. Loài này được (C.B.Clarke) C.Norman mô tả khoa học đầu tiên năm 1937.